# Carnival Paradise (schip, 1998)
De Carnival Paradise is een cruiseschip van Carnival Cruise Lines en is het achtste en laatste schip in de Fantasy-klasse. Het schip werd in 1998 door Kvaerner Masa-Yards Helsinki New Shipyard in Finland gebouwd als de MS Paradise. Later werd de naam veranderd in Carnival Paradise.

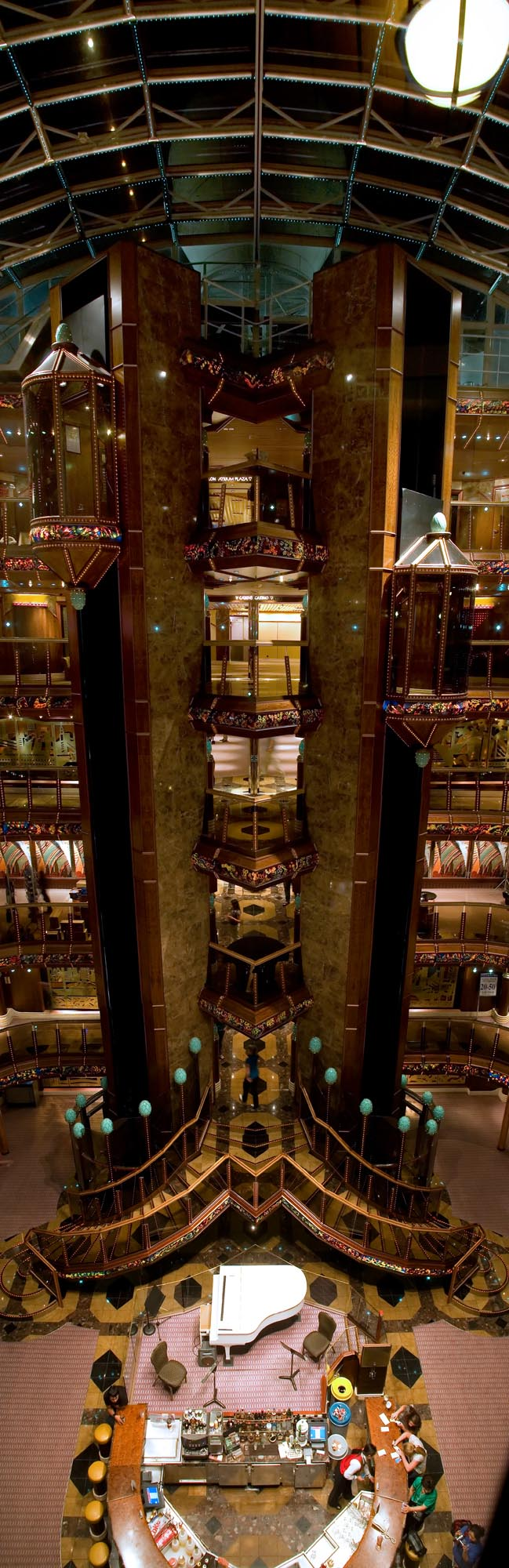

## Concept
Nieuw op de Carnival Paradise zijn de vernieuwde bars, ruimtes voor tieners, minigolf en het internetcentrum. De belangrijkste attractie op het schip is het WaterWorks waterpark, dat trouwens op alle schepen van de Fantasy-klasse aanwezig is. Ook de Serenity Aurea voor volwassenen is een nieuwigheid op het schip. Één niveau lager dan het Lido-dek verbindt de overdekte promenade de belangrijkste publieke ruimtes. Voor een korter cruiseschip heeft het een redelijk uitgestrekt buitenzwembad. Met enige uitzondering op haar zusterschepen Carnival Sensation, Carnival Fascination en Carnival Ecstasy, waar er wel balkons aan de buitenkajuiten werden toegevoegd, moeten passagiers op dit schip een suite boeken om toch de privacy van een balkon te hebben.

## Geschiedenis
De Paradise was het eerste cruiseschip ter wereld dat compleet rookvrij is. De hele constructie van het schip werd gemaakt door vaklui en werkmannen, die niet rookten. Om deze boodschap extra duidelijk te maken, stonden overal op het schip borden met 'Verboden te roken!'. De regels van roken werden op het schip zeer streng genomen. Elke vorm van roken werd streng bestraft. Als er iets gevonden of gezien werd, moest de schuldige 250 dollar betalen en het schip in de volgende haven verlaten.
Carnival Cruise Lines maakte de Paradise tevens het eerste 'Earth-Friendly' Cruiseschip met een 'Dry-Cleaning' Systeem.